# Jesse Speight
Jesse Speight, född 22 september 1795 i Greene County, North Carolina, död 1 maj 1847 i Columbus, Mississippi, var en amerikansk demokratisk politiker. Han representerade delstaten North Carolinas fjärde distrikt i USA:s representanthus 1829-1837. Han representerade sedan Mississippi i USA:s senat från 4 mars 1845 fram till sin död.
Speight inledde sin politiska karriär som delstatspolitiker i North Carolina. Han var 1820 talman i North Carolina House of Commons, som underhuset i delstatens lagstiftande församling hette på den tiden. Han var sedan ledamot av delstatens senat 1823-1827.
Speight efterträdde 1829 John Heritage Bryan i USA:s representanthus. Han omvaldes tre gånger och efterträddes 1837 av Charles Biddle Shepard.
Speight flyttade sedan till Plymouth, Mississippi och var ledamot av Mississippis senat 1841-1844, därav talman 1842-1843. Han efterträdde 1845 John Henderson i USA:s senat. Speight avled två år senare i ämbetet. Hans grav finns på Friendship Cemetery i Columbus, Mississippi.